# Martti Nõmme
Martti Nõmme est un sauteur à ski estonien, né le 7 août 1993 à Võru.

## Biographie
Il fait ses débuts dans la Coupe du monde dans une épreuve par équipes en 2011 à Ruka et individuelle en 2014 à Lillehammer.
Entre-temps, il obtient sa première sélection majeure pour les Championnats du monde 2013 à Val di Fiemme.
En 2015, il marque son premier dans le Grand Prix d'été à Tchaïkovski.
En 2018, il fait ses débuts aux Jeux olympiques à Pyeongchang, où il est 47e sur le petit tremplin et 43e sur le grand tremplin. À l'été 2018, il enregistre son meilleur résultat dans une compétition de la Coupe continentale, se classant cinquième à Szczyrk.
En 2019, il prend part aux Championnats du monde à Seefeld pour sa quatrième et ultime participation.
Il se retire du sport en 2020.

## Palmarès

### Jeux olympiques
| Épreuve / Édition | Pyeongchang 2018 |
| Petit tremplin    | 47e              |
| Grand tremplin    | 43e              |
| Par équipes       |                  |

### Championnats du monde
| Épreuve / Édition | Val di Fiemme 2013 | Falun 2015 | Lahti 2017 | Seefeld 2019 |
| Petit tremplin    | 47e                |            |            | 46e          |
| Grand tremplin    | 49e                | 48e        | 44e        |              |